# 李诱
李诱（?—?），唐朝宗室，唐高祖的孙子，道王李元慶的长子。
李诱被封为临淮郡王，官至澧州（今湖南省澧县）刺史。唐高宗麟德元年（664年），李元慶去世，临淮郡王李诱嗣道王，成为第二代道王。永淳年间，李诱罪犯贪赃被削爵。唐高宗以李诱二弟东安郡公李询的儿子李微为嗣道王。